# Фрейзер, Лаура
Лаура Фрейзер (англ. Laura Gardin Fraser; 1889—1966) — американская женщина-скульптор и медальер; жена скульптора Джеймса Фрейзера.
Самостоятельно и вместе с мужем разрабатывала дизайн ряда монет США, в частности 50-центовую монету Oregon Trail Memorial half dollar. В 1931 году она стала победителем конкурса на проект новой 25-центовой монеты с Джорджем Вашингтоном на лицевой стороне, но её дизайн был проигнорирован секретарем казначейства Эндрю Меллоном, который выбрал дизайн Джона Флэнагана. Дизайн Лауры Фрейзер был использован значительно позже, в 1999 году, когда были выпущены памятные золотые пятидолларовые монеты.

## Биография
Родилась 14 сентября 1889 года в Чикаго, штат Иллинойс, в семье John Emil Fraser и Alice Tilton Gardin.
В раннем детстве Лаура проявила способности в моделировании фигуры, работая с глиной, её талант поощрялся матерью. Начальное образование получила в чикагской школе Morton Park school. Затем посещала школу в городе Rye, штат Нью-Йорк, позже училась в школах Wadleigh School и Horace Mann School в Нью-Йорке, которые окончила в 1907 году.
После школьного образования некоторое время училась в Колумбийском университете, затем обучалась в Лиге студентов-художников Нью-Йорка с 1910 по 1912 годы. Здесь встретила Джеймса Фрейзера, за которого впоследствии вышла замуж.
За свою художественную карьеру выполняла как скульптурные композиции, так и работы, связанные с дизайном монет и медалей. Наиболее примечательной стала её победа в конкурсе на создание двойной конной статуи генералов Роберта Э. Ли и Стоунволла Джексона в Балтиморе. Конкурс проводился в 1936 году, и шесть выдающихся американских скульпторов: Ли Лори, Пол Мэншип, Эдвард Маккартен, Ханс Шулер, Фредерик Уильям Сиверс и Лора Фрейзер были приглашены представить свои проекты. Фрейзер была единственной женщиной-скульптором, приглашённой к участию в конкурсе.
Была удостоена многих наград, среди которых:
- National Arts Club Medal of Honor (1915),
- Julia L. Shaw Prize (1919),
- Saltus Gold Medal of the National Academy of Design (1924 и 1927),
- Ager Prize of the National Association of Women Painters and Sculptors (1929),
- Watrous Gold Medal of the National Academy of Design (1931).

В 1924 году Фрейзер была избрана в Национальную академию дизайна в качестве ассоциированного члена, став действительным академиком в 1931 году.
Умерла 13 августа 1966 года в городе Норуолк, штат Коннектикут. Похоронена рядом с мужем на кладбище Willowbrook Cemetery в Вестпорте, штат Коннектикут.
В музее National Cowboy & Western Heritage Museum, Оклахома-Сити, штат Оклахома, представлены гипсовые модели и личные вещи Лоры и Джеймса Фрейзер.